# آبي شوارتز
آبي شوارتز (بالإنجليزية: Abe Schwartz)‏ هو عازف بيانو وملحن أمريكي، ولد في 1881، وتوفي في 1963.

## وصلات خارجية
- آبي شوارتز على موقع ميوزك برينز (الإنجليزية)
- آبي شوارتز على موقع ديسكوغز (الإنجليزية)